# Torre de la Immaculada
La Torre de la Immaculada és un edifici del municipi de Sant Just Desvern (Baix Llobregat) que forma part de l'Inventari del Patrimoni Arquitectònic de Catalunya.

## Descripció
És un edifici de planta baixa i pis, amb torre mirador de planta quadrada. Dins del corrent noucentista, convé remarcar l'alternança de color verd i blanc de la ceràmica que cobreix les llindes de portes i finestres, així com la galeria coberta i tancada de forma corba, que junt amb la torre contribueixen a singularitzar-lo.

## Història
El projecte per a Lluís Canals Puig-Oriol data del 1917, amb plànols de Marcel·lí Coquillat. Es construeix el 1918 (segons el cadastre). En el 1925 es reforma i s'amplia per al mateix propietari (plànols de Josep Aemany).